# Ruckers

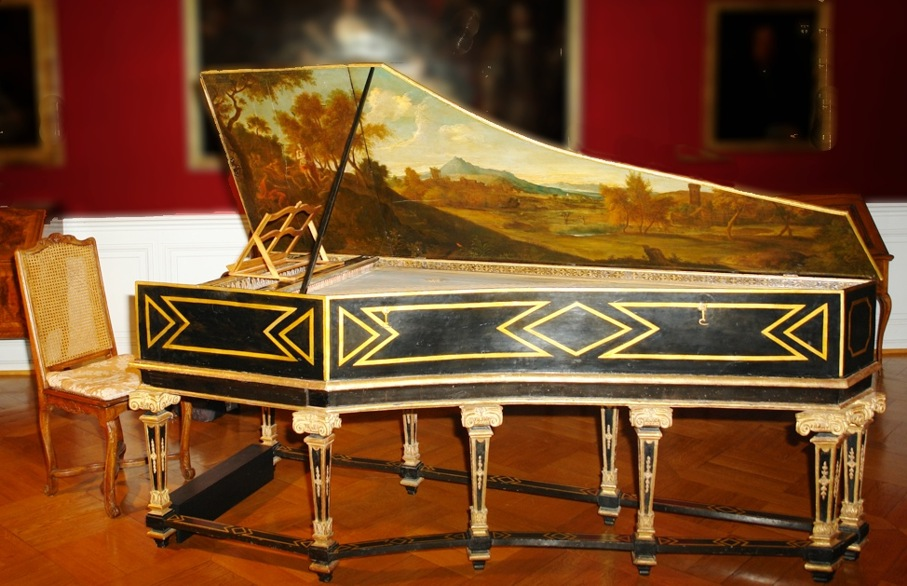
Clavicembalo Ruckers di Colmar

I Ruckers furono la più celebre famiglia di costruttori di clavicembali operante ad Anversa nel XVI e XVII secolo. Ad essi venne associato il nome di Couchet.

## Storia
Il fondatore fu Hans Ruckers, nato a Malines intorno al 1555 e trasferitosi poi ad Anversa prima del 1575. In quell'anno si sposò il 25 giugno nella Cattedrale di Notre-Dame. Nel 1579 venne ammesso, in quanto costruttore di strumenti musicali, nella Corporazione di Saint-Luc, che raggruppava artigiani ed artisti della città di Anversa.
Hans Ruckers poté avvalersi anche della collaborazione dei suoi figli, divenuti anch'essi costruttori di clavicembali:
- Ioannes, nato nel 1578 e morto nel 1642, continuò l'attività paterna dopo il decesso dei genitori; si sposò nel 1604 e fu ammesso alla Corporazione nel 1611. Fu responsabile della manutenzione degli organi di parecchie chiese di Anversa.
- Andreas I, nato nel 1579 e morto intorno al 1652, impiantò una propria bottega dopo aver lavorato per un certo periodo con il fratello.

Uno dei figli di Andreas I, avente lo stesso suo nome (Andreas II), e nato nel 1607, gli succedette nella bottega dopo essere stato apprendista del padre. Egli venne ammesso nella Corporazione nel 1637 e sembra abbia lavorato con il padre fino a quando questi fu in vita. Egli morì poco tempo dopo, intorno al 1655, e i loro strumenti sono praticamente indistinguibili.
Catharina, la sorella di Ioannes e Andreas I, ebbe un figlio, Ioannes Couchet, nato nel 1615, che divenne apprendista presso suo zio Ioannes e lavorò con lui fino a che questi non morì nel 1642.  Venne allora ammesso alla Corporazione dopo essersi sposato nel 1643. La sua fama, come costruttore di clavicembali, fu anche più grande di quella dei Ruckers. Egli ebbe diversi figli che proseguirono la sua attività ma che non raggiunsero la perfezione del padre.
Sono pervenuti a noi 130 strumenti, di fattura Ruckers e Couchet, costruiti dal 1580 al 1680, e rappresentativi dei diversi strumenti a tastiera esistenti all'epoca, esempio indicativo della scuola fiamminga. Fra essi si trovano spinette, virginali, muselar e clavicembali a semplice o a doppia tastiera, e degli strumenti più rari come i famosi  «mère et enfant» composti da due strumenti distinti, un muselar accoppiato ad un ottavino) sovrapponibili per essere suonati in coppia. 
La sonorità notevole dei clavicembali Ruckers e Couchet fu la più ricercata al loro tempo. I più grandi strumentisti ne possedevano uno o più esemplari, particolarmente in Francia. Quando le estensioni delle tastiere vennero ingrandite, i produttori del sud, per lo più parigini, approfittarono della reputazione di quelli fiamminghi per trasformarli in un'operazione detta di ravalement, per conservare le tavole armoniche, accoppiando le nuove tastiere. Per questo motivo, numerosi strumenti Ruckers finirono la loro carriera incorporati in clavicembali francesi. Il progresso apportato dai costruttori francesi fu di allineare e accoppiare le tastiere in caso di strumento a due manuali, trasformandoli da clavicembali doppi traspositori a doppi espressivi, di aggiungere un ulteriore ordine di corde da 8', di allargare l'estensione della tastiera fino ad arrivare a cinque ottave cromatiche.
Pascal Taskin verso la fine del '700 nel rifacimento di antichi Ruckers o Couchet decise di aggiungere spesso anche delle ginocchiere per permettere di cambiare i registri al clavicembalista senza smettere di suonare e un'ulteriore fila di saltarelli impennata con pelle di bufalo (peau de buffle) per rendere il suono più morbido e meno 'pizzicato', espedienti questi concepiti in un periodo temporale in cui il clavicembalo cominciava a sentire, complice il cambio dei gusti musicali, la concorrenza del pianoforte.